# (19080) Martínfierro
19080 Martinfierro (1970 JB) – planetoida z pasa głównego asteroid okrążająca Słońce w ciągu 3,53 lat w średniej odległości 2,32 j.a. Odkryta 10 maja 1970 roku.